# Mohelnické jezero
Mohelnické jezero, nazývané také Mohelnický bagr, se nachází nedaleko města Mohelnice a obce Moravičany. Tato vodní plocha leží již v chráněné krajinné oblasti Litovelské Pomoraví, kterou protéká řeka Morava.
Jedná se o zatopenou pískovnu, kde se stále těží písek, který zásobuje celou Mohelnici i její široké okolí. Dnes se těží již pouze v jedné části této vodní plochy, ostatní části slouží k rekreačním účelům.
V okolí Mohelnice je mnoho cyklostezek a také turistických zajímavostí – např. zámek Úsov.